# Menetia alanae
Menetia alanae är en ödleart som beskrevs av  Rosa Rankin 1979. Menetia alanae ingår i släktet Menetia och familjen skinkar. Inga underarter finns listade i Catalogue of Life.